# Roosevelt/Wabash (Metro de Chicago)
Roosevelt es una estación en las líneas Naranja, Roja y Verde del Metro de Chicago. La estación se encuentra localizada en 22 East Roosevelt Road en Chicago, Illinois. La estación Roosevelt fue inaugurada el 6 de junio de 1892.  La Autoridad de Tránsito de Chicago es la encargada por el mantenimiento y administración de la estación.

## Descripción
La estación Roosevelt cuenta con 1 plataforma central y 2 vías. La estación también cuenta con 31 de espacios de aparcamiento.

## Conexiones
La estación es abastecida por las siguientes conexiones: 
- Rutas del CTA Buses: #12 Roosevelt #18 16th/18th #29 State #62 Archer (servicio nocturno) #129 West Loop-South Loop #146 Inner Drive/Michigan Express #192 University of Chicago Hospitals Express